# Fiddler’s Green (Herefordshire)
Fiddler’s Green – wieś w Anglii, w hrabstwie Herefordshire. Leży 8 km na południowy wschód od miasta Hereford i 182 km na zachód od Londynu.